# 科爾 (密蘇里州)
科爾（英語：Coal）是位於美國密蘇里州亨利縣的非建制地區。

## 歷史
科爾的郵局於1892年設立，1907年關閉後又於1921年重啟，最終於1935年停運。

## 地理
科爾所處的海拔為高於海平面255米（即837英呎），而該地所採用的時區為UTC-6，即北美中部時區（CST）。同時該地設有夏令時間，為UTC-6調快一小時，即UTC-5（CDT）。